# Miroslav Januš
Miroslav Januš (n. 9 august 1972, Postupice⁠(d), Republica Socialistă Cehă, Cehoslovacia) este un trăgător de tir ce a reprezentat Cehia, medaliat olimpic. A participat la o ediție a Jocurilor Olimpice (1996) în care a câștigat o medalie de bronz.